# Distrito electoral de Victor (condado de Nuckolls, Nebraska)
Victor Precinct es una subdivisión territorial del condado de Nuckolls, Nebraska, Estados Unidos. Según el censo de 2020, tiene una población de 507 habitantes.
El estado de Nebraska está dividido en 93 condados. De ese total, algunos se dividen en townships y la mayoría se dividen en precintos (precincts), subdivisiones idénticas a los townships pero donde no existe Gobierno municipal. Cuatro condados no tienen municipios ni precintos.
Los datos de los precintos son mantenidos por la Oficina del Censo en coordinación con los Gobiernos de los condados a efectos exclusivamente estadísticos.

## Geografía
La subdivisión está ubicada en las coordenadas 40°13′1″N 98°12′22″O / 40.21694, -98.20611. Según la Oficina del Censo, tiene una superficie total de 276.44 km², de los cuales 276.30 km² corresponden a tierra firme y 0.14 km² están cubiertos de agua.

## Demografía
Según el censo de 2020, hay 507 personas residiendo en la zona. La densidad de población es de 1.84 hab./km². El 96.25% de los habitantes son blancos, el 1.57% son de otras razas y el 2.17% son de una mezcla de razas. Del total de la población, el 2.56% son hispanos o latinos de cualquier raza.